# Valentina Zhulina
Valentina Aleksandrovna Zhulina (russe : Валентина Александровна Жулина), née Yermakova (russe : Ермакова) le 15 juin 1953 à Astrakhan (RSFS de Russie), est une ancienne rameuse soviétique d'origine russe. Elle est médaillée d'argent aux Jeux de 1980.

## Carrière
Valentina Zhulina est médaillée d'argent en huit aux Jeux de 1980 et également quintuple médaillée d'or aux Mondiaux.

## Palmarès

### Jeux olympiques
- Jeux olympiques d'été de 1980 à Moscou ( Union soviétique) :
  -  médaille d'argent en huit

### Championnats du monde
- Championnats du monde 1979 à Bled ( Slovénie) :
  -  médaille d'or en huit
- Championnats du monde 1978 à Karapiro ( Nouvelle-Zélande) :
  -  médaille d'or en huit
- Championnats du monde 1974 à Lucerne ( Suisse) :
  -  médaille d'argent en huit